# District de Šumperk
Le district de Šumperk (en tchèque : okres Šumperk) est un des cinq districts de la région d'Olomouc, en Tchéquie. Son chef-lieu est la ville de Šumperk.

## Liste des communes
Le district compte 78 communes, dont 8 ont le statut de ville (město, en gras) et aucune celui de bourg (městys) :
Bludov •
Bohdíkov •
Bohuslavice •
Bohutín •
Branná •
Bratrušov •
Brníčko •
Bušín •
Chromeč •
Dlouhomilov •
Dolní Studénky •
Drozdov •
Dubicko •
Hanušovice •
Horní Studénky •
Hoštejn •
Hraběšice •
Hrabišín •
Hrabová •
Hynčina •
Jakubovice •
Janoušov •
Jedlí •
Jestřebí •
Jindřichov •
Kamenná •
Klopina •
Kolšov •
Kopřivná •
Kosov •
Krchleby •
Lesnice •
Leština •
Libina •
Líšnice •
Loštice •
Loučná nad Desnou •
Lukavice •
Malá Morava •
Maletín •
Mírov •
Mohelnice •
Moravičany •
Nemile •
Nový Malín •
Olšany •
Oskava •
Palonín •
Pavlov •
Petrov nad Desnou •
Písařov •
Police •
Postřelmov •
Postřelmůvek •
Rájec •
Rapotín •
Rejchartice •
Rohle •
Rovensko •
Ruda nad Moravou •
Šléglov •
Sobotín •
Staré Město •
Stavenice •
Štíty •
Sudkov •
Šumperk •
Svébohov •
Třeština •
Úsov •
Velké Losiny •
Vernířovice •
Vikantice •
Vikýřovice •
Vyšehoří •
Zábřeh •
Zborov •
Zvole

## Principales villes
Population des dix principales communes du district au 1er janvier 2025 et évolution depuis le 1er janvier 2024 :
| Šumperk    | 24 735 | en diminution   |
| Zábřeh     | 13 320 | en diminution   |
| Mohelnice  | 9 782  | en augmentation |
| Nový Malín | 3 647  | en diminution   |
| Rapotín    | 3 316  | en stagnation   |
| Libina     | 3 254  | en diminution   |
| Loštice    | 3 052  | en augmentation |
| Bludov     | 2 996  | en diminution   |
| Postřelmov | 2 962  | en diminution   |
| Hanušovice | 2 889  | en diminution   |